# العنصرية في كندا
يُقصد بالعنصرية في كندا مواقف المجتمع العنصرية التاريخية والمعاصرة على حد سواء، وكذلك الإهمال الحكومي وعدم الامتثال السياسي لمعايير حقوق الإنسان، التي وضعتها الأمم المتحدة، والحوادث التي وقعت في كندا. كندا المعاصرة هي نتاج الأمم الأولى للشعوب الأصلية بجانب موجات متعددة من الهجرة، أغلبها من آسيا وأوروبا.

## نظرة عامة
يعتبر الكنديون البيض أنفسهم، على نحو عام، بمنأى عن التحيز العنصري، ويعتبرون البلاد مجتمعًا أكثر شمولًا، وهي الفكرة التي تعرضت للنقد. عومل السكان الأصليين في كندا، على سبيل المثال، معاملة سيئة، وتعرضوا لصعوبات كبيرة. طُعن في هذه التصورات المتعلقة بالشمولية و«نهج عمى الألوان» في السنوات الأخيرة، إذ ذكر باحثون ككونستانس باكهاوس أن سيادة البيض لا تزال مدرجة في النظام القانوني للبلاد، مع استحداث وفرض القانون لعنصرية صارخة. تساهم العنصرية الكندية، وفقًا لأحد المحللين، في «استمرار سلسلة دائمة من الإجرام والسجن». تواجدت، بالإضافة إلى ذلك، طوال تاريخ كندا، مجموعة قوانين ولوائح أثرت تأثيرًا سلبيًا على طائفة واسعة من الأجناس والأديان والجماعات.
يستخدم القانون الكندي، الذي استُحدث بموجب قانون المساواة في العمل لعام 1995، مصطلح «أقليات ظاهرة» للإشارة إلى الأشخاص الملونين (ليس من بينهم الكنديين الأصليين). غير أن لجنة الأمم المتحدة المعنية بالقضاء على التمييز العنصري ذكرت أن هذا المصطلح قد يعتبره بعض الأقليات غير مقبول وأوصت بتقييم هذا المصطلح.
جذب طلاب الجامعات الكندية اهتمام وسائل الإعلام، في عام 2020، من خلال تبادل تجاربهم مع العنصرية في الجامعات على إنستغرام.

## أمثلة

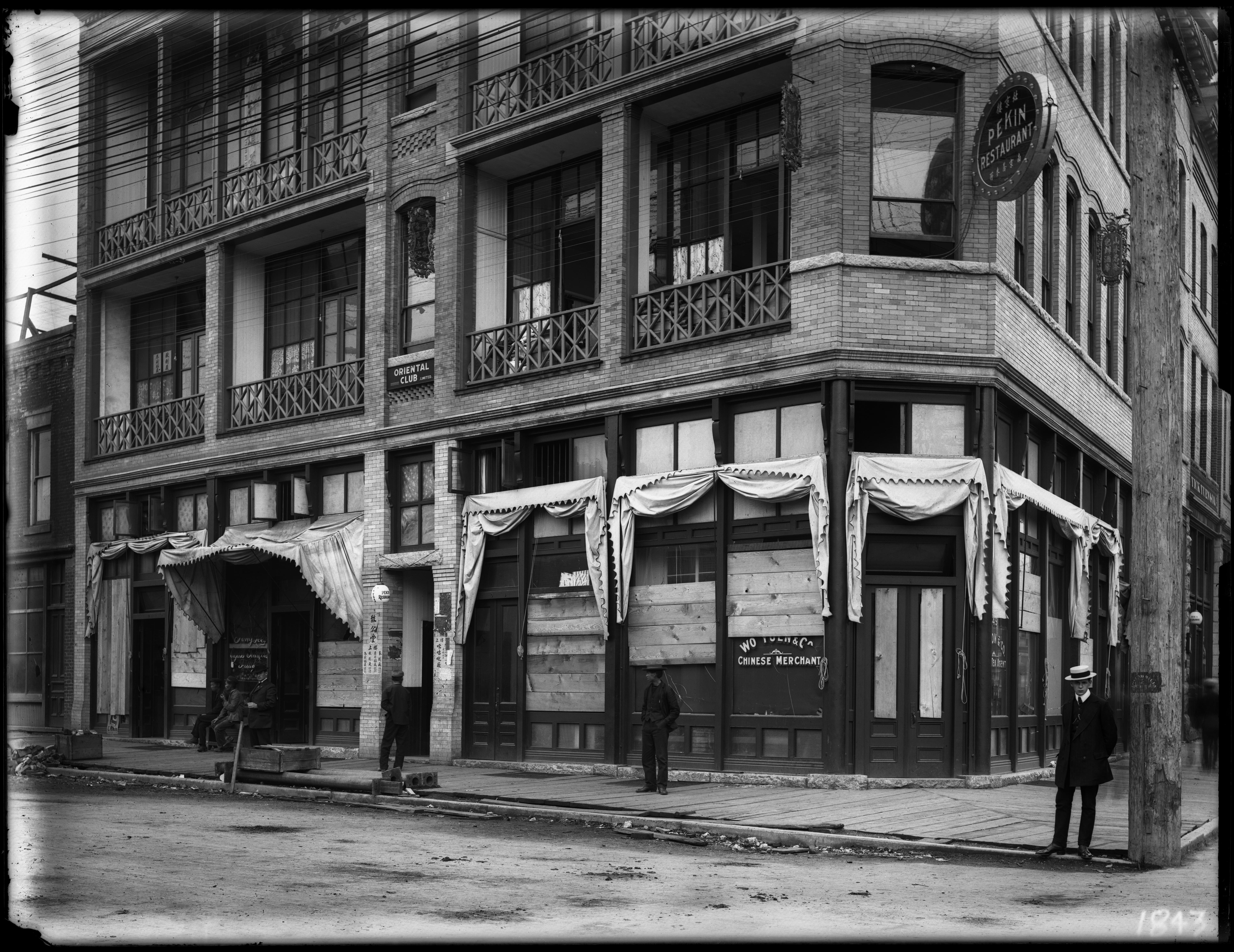
المباني المغلقة في الحي الصيني بعد أعمال الشغب العرقية، شارع كارال، فانكوفر، كولومبيا البريطانية عام 1907.

### الشعوب الأصلية
ينظم قانون الهنود معاملة كندا لشعوب الأمم الأولى. ساعد قانون الهنود الكنديين جنوب أفريقيا في استلهام سياسات الفصل العنصري. أُجبر العديد من السكان الأصليين على الاندماج في نظام المدارس الداخلية للهنود الكنديين. خضعت فتيات السكان الأصليين في نظام المدارس الداخلية، منذ عام 1928 حتى منتصف تسعينات القرن العشرين، للتعقيم القسري بمجرد أن تصل إلى سن البلوغ. عدد الفتيات اللاتي أُجبرن على العقم غير معروف، نظرًا لإتلاف السجلات. افترض المستعمرون الأوروبيون أن الشعوب الأصلية بحاجة إلى عملية إنقاذ، وهو ما يُعد شكلًا من أشكال «العنصرية المحببة». لم يغب هذا الاتجاه عن كندا الحديثة، فعلى سبيل المثال، في أغسطس 2008، قال ريتشارد باوند، مستشار جامعة مكغيل، وممثل اللجنة الأولمبية الدولية، لصحيفة لا بريس: «ينبغي ألا ننسى أن كندا كانت قبل 400 سنة أرضًا للهمج، وبالكاد بلغ ساكنيها من ذوي الأصل الأوروبي 10,000 نسمة، في حين عندما نتحدث عن الصين، فإننا نتحدث عن حضارة عمرها 5000 سنة»، وهو ما يعني ضمنًا أن شعوب الأمم الأولى «شعوب غير متحضرة».
أنشأت الحكومة الكندية، في عام 1999، منطقة حكم ذاتي، إقليم نونافوت، لشعب الإنويت الذين يعيشون في القطب الشمالي والأجزاء الشمالية من البلاد. يشكل شعب الإنويت 85% من سكان نونافوت، وهو ما يمثل مستوى جديدًا من تقرير المصير للشعوب الأصلية في كندا.

### قتل واختطاف نساء الشعوب الأصلية
لا يتناسب تمثيل النساء المقتولات من السكان الأصليين في إحصاءات الجريمة مع عامة السكان. بحثت منظمة العفو الدولية، في عام 2006، مسألة العنصرية المتعلقة بنساء السكان الأصليين في كندا. أبلغت المنظمة عن انعدام حقوق الإنسان الأساسية والتمييز والعنف ضد نساء الشعوب الأصلية. وجد تقرير منظمة العفو الدولية أن نساء الأمم الأولى (اللاتي تتراوح أعمارهن بين 25 و44 سنة)، اللاتي يسري عليهن قانون الهنود، كانوا أكثر عرضة بخمس مرات من النساء الأخريات في نفس العمر للوفاة نتيجة للعنف. تناول الفيلم الوثائقي البحث عن الفجر، في عام 2006، العديد من نساء الشعوب الأصلية المفقودات والمقتولات في كندا على مدى العقود الثلاثة الماضية. أجرت حكومة كندا بقيادة رئيس الوزراء جاستن ترودو، في سبتمبر 2016، استجابة للنداءات المتكررة من جماعات السكان الأصليين والناشطين والمنظمات غير الحكومية، تحقيقًا عامًا بشأن قضايا نساء وفتيات السكان الأصليين المفقودات والمقتولات.
لا يزال على السكان الأصليين أن يتعاملوا مع العنصرية داخل كندا، وكثيرًا ما يجري تجاهل التحديات التي تواجهها المجتمعات المحلية. لا يزال تتواجد قوالب نمطية سلبية ترتبط بالسكان الأصليين، مثل كونهم استغلالين أو مدمني مخدرات أو أغبياء. يًعد شعور السكان الأصليين بالإحباط شيئًا متوقعًا، ويرجع السبب في ذلك إلى عوامل عدة كالفقر وفقدان الهوية الثقافية وعدم كفاية الرعاية الصحية وغير ذلك.
ظهر العاملون بمستشفى بمدينة جولييت كيبك على فيديو، في عام 2020، يسخرون ويدلون بتصريحات متحيزة ضد امرأة من شعب الأتيكاميكو، التي قد توفيت في نهاية المطاف. يقول زعماء السكان الأصليين أن الفيديو يكشف الحقائق المؤلمة للعنصرية النظامية التي جرى تجاهلها أو قمعها منذ فترة طويلة بجميع أنحاء كندا.

### عبودية السكان الأصليين والكنديين السود
تتواجد سجلات للعبودية في بعض المناطق التي أصبحت في ما بعد جزءًا من كندا، ويرجع تاريخها إلى القرن السابع عشر. كان معظم العبيد الكنديين من السكان الأصليين، وجلب الموالون للإمبراطورية المتحدة معهم عبيدًا، وذلك بعد مغادرة الولايات المتحدة. كانت ماري أنجليك واحدة من أشهر العبيد في فرنسا الجديدة. أشعلت ماري، أثناء فترة حملها، النار في منزل سيدتها للانتقام أو لتشتيت الانتباه عنها أثناء هروبها. هربت مع والد طفلها، الذي كان أيضًا عبدًا أسود ينتمي إلى مالك آخر. امتد الحريق الذي بدأته ليشمل أجزاءً من مونتريال وجزءًا كبيرًا من فندق ديو. قُبض عليها في وقت لاحق، وحُكم عليها بالإعدام.

#### الفصل العنصري وكو كلوكس كلان
مارست كندا كذلك الفصل العنصري، وتتواجد بها جماعة كو كلوكس كلان الكندية. يحدث التنميط العرقي في مدن مثل هاليفاكس وتورونتو ومونتريال. شكل السود 3% من سكان كندا في عام 2016، و9% من سكان تورونتو (التي تضم أكبر جاليات مهاجري منطقة البحر الكاريبي وأفريقيا). عاشوا في فقر أكثر من غيرهم، وكان من المرجح إيقافهم واستجوابهم في تورونتو أكثر من البيض بنحو ثلاث مرات، وارتفعت معدلات السجن للسود أسرع من أي فئة سكانية أخرى. نُظمت مظاهرة حياة السود مهمة في مقر شرطة تورونتو في مارس 2016.

#### أفريكفيل
في مقاطعة نوفا سكوشا، هُدمت بالقوة بلدة يسكنها بشكل أساسي كنديين سود، ودُمرت في نهاية المطاف بين عامي 1964 و1967 بعد سنوات من الإهمال المتعمد من جانب إدارة مدينة هاليفاكس.